# Conor O'Brien
Conor Stephen O'Brien (født 20. oktober 1988 i Mount Sinai, New York) er en amerikansk fodboldspiller, der senest spillede for AC Horsens som midtbanespiller.

## Karriere
O'Brien spillede i ungdomsårene for klubben Long Island Rough Riders fra byen South Huntington i New York. I 2006 skiftede han til Bucknell Bison.

### Bucknell Bison
I 2006 begyndte Conor O'Brien at studere på Bucknell University i Lewisburg i Pennsylvania, og skiftede i samme forbindelse til universitetets fodboldhold, Bucknell Bison. I den første sæson var han med fra start i alle holdets 23 kampe og scorede 1 mål.
O'Brien spillede i alt 4 sæsoner for Bucknell Bison, og blev med 26 mål og 25 assist i 84 kampe den mest scorende spiller for klubben i de seneste 20 år. I den sidste sæson i 2009 blev han inviteret til MLS Combine, hvor talentspejderne fra klubberne i den amerikanske liga Major League Soccer ser unge talenter an. O'Brien tog i foråret 2010 til Danmark.

### Blokhus FC
Conor O'Brien kom i foråret 2010 til Danmark og startede på Nordjyllands Idrætshøjskole ved Brønderslev, samtidig med at han kiggede efter en dansk klub. Efter at have deltaget i en del træninger med 2. divisions holdet fra Blokhus FC, underskrev han i august 2010 en aftale med klubben gældende for resten af efterårssæsonen. Han debuterede for Blokhus den 10. august 2010 i en pokalkamp mod Aars FC. I februar 2011 forlængede parterne samarbejdet gældende til 30. juni samme år.

### SønderjyskE
I slutningen af juni 2011 var O'Brien til prøvetræning hos superligaklubben SønderjyskE, og 3. juli indgik parterne en aftale gældende til 31. december 2012.
O'Brien kunne ikke komme i SønderjyskEs trup til den første kamp i Superligaen 2011-12, da klubben 17. juli 2011 tog imod F.C. København på hjemmebane, og udekampen mod Lyngby BK ugen efter. Dette var på grund af at han skulle skifte fra et studievisum til en arbejdstilladelse, og denne ikke var kommet fra Udlændingeservice inden kampenes afvikling.. 29. juli 2011 kom de endelige godkendelser, og O'Brien blev efterfølgende udtaget til spillertruppen der skulle i kamp mod Silkeborg IF på udebane to dage senere. Han fik ingen spilletid i kampen.
I den første sæson scorede han 3 mål i 25 liga kampe.
Efter at have scoret 4 mål i 20 liga kampe i første halvdel af 2012-2013 sæsonen udløb kontrakten som O'Brien ikke ønskede at forlænge.

### FC Nordsjælland
Den 29. januar 2013 indgik O'Brien en aftale med FC Nordsjælland gældende frem til sommeren 2015.

### Odense Boldklub
Den 31. august 2013 skiftede Conor O'Brien til Odense Boldklub, hvor han skrev under på en foreløbigt to-årig aftale, med udløb den 30. juni 2015. O'Brien har fik tildelt trøje nummer 14.
O'Brien fik ikke meget spilletid i Odense, og indgik ikke i cheftræner Troels Bechs planer, og i slutningen af juli 2014 blev parterne enige om at ophæve samarbejdet.

### Wiener Neustadt
Den 1. august 2014 skiftede O'Brien til østrigske SC Wiener Neustadt. Her blev han i sæsonen 14/15 noteret for 29 kampe og fire mål. Efter den ene sæson for klubben forlod O'Brien igen Østrig.

### AC Horsens
På transfervinduets sidste dag i sommeren 2015 skiftede O'Brien tilbage til dansk fodbold, da han underskrev en to-årig aftale med AC Horsens gældende til 30. juni 2017.

## Privat
Conor O'Brien er søn af moderen Lowry og faren Steven. Han har broderen Brandon og lillesøsteren Shara. Han er opvokset i byen Mount Sinai på Long Island i New York.
I 2006 bestod han sin afsluttende eksamen på St. Anthony's High School. Derefter rejste han til Lewisburg i delstaten Pennsylvania for at starte på Bucknell University. I foråret 2010 rejste han til Nordjylland i Danmark, for at gå på Nordjyllands Idrætshøjskole ved Brønderslev.